# Binarno hemijsko oružje
Binarno hemijsko oružje ili municija su hemijska oružja koja sadrže toksično sredstvo u njegovom aktivnom stanju kao hemijske prekursore, koji su značajno manje toksični od samog sredstva. Ovo poboljšava bezbednost pri skladištenju, transportu i odlaganju oružja. Obično, ispaljivanje municije uklanja barijeru između dva prekursora. Oni reaguju kako bi formirali željeno sredstvo, koje se potom aerosolizuje i distribuira eksplozivnim punjenjem.
Binarno hemijsko oružje spada u hemijsko oružje u okviru Konvencije o hemijskom oružju, koja je stupila na snagu 1997. godine, nisu zabranjene samo aktivne supstance, već često i binarni prekursori, barem kada nemaju jasnu legitimnu primenu, te je njihova proizvodnja, upotreba i skladištenje zabranjeno u većini zemalja, budući da je barem jedna od pojedinačnih hemikalija verovatno hemikalija iz Priloga 1, čija je proizvodnja u velikim razmerama zabranjena. Posebno su Sjedinjene Američke Države i Sovjetski Savez uložili mnogo truda u razvoj binarnih varijanti, posebno nervnih gasova, tokom 80-ih godina.
Binarno hemijsko oružje kod kojeg se dva sastojka, koji su sami po sebi manje opasni, kombinuju tek prilikom upotrebe oružja, nakon čega hemijska reakcija stvara željeno sredstvo (na primer, nervni gas). U tom procesu mogu biti uključene i neke pomoćne supstance, kao što je katalizator za reakciju. Hemijska oružja u kojima je konačna aktivna supstanca već uskladištena nazivaju se unitarna oružja, kako bi se naglasila razlika u odnosu na binarna oružja.
Privlačne osobine binarnih oružja su to što su pojedinačni sastojci manje toksični (i samim tim bezbedniji za transport, skladištenje i upotrebu) i što relativno ograničen rok trajanja mnogih borbenih gasova više ne igra ulogu. Nedostatak je u tome što konstrukcija ovih oružja mora biti složenija: mora postojati mehanizam koji meša početne supstance (prekursore) i omogućava da reakcija teče sa dovoljno visokim prinosom.

## Istorija
Jedan od prvih primera binarnog (nehemijskog) oružja može se smatrati pokušajima krajem 19. veka da se nestabilni eksploziv nitroglicerin ne koristi direktno u granatama, već da se meša tek na mestu upotrebe.
U godinama posle Drugog svetskog rata, prva istraživanja na polju binarnih borbenih sredstava sprovela je američka vojska 1954. godine. U početku su se fokusirali na iperit (poznat kao bojni otrov mostard gas), ali tokom 50-ih godina pažnja se preusmerila na nervne agense. Poslednji korak u proizvodnji, na primer, sarina je reakcija dve supstance, i shvatili su da bi bilo moguće čuvati ih odvojeno u granati i mešati ih tek kada se granata nađe u vazduhu. Nakon što su SAD 1969. godine uvele moratorijum na razvoj hemijskog oružja, razvoj je prvobitno obustavljen. Kada je Istočni blok izgradio masivnu prednost u hemijskom oružju, istraživanja su ponovo započeta 1980. godine, a binarno oružje je u narednim godinama dovedeno do serijske proizvodnje. 
Tek tokom 60-ih i 70-ih godina Hemijski korpus američke vojske počeo je da razvija binarnu municiju. Radilo se o sarinu, koji su već razvili Nemci tokom Drugog svetskog rata, i o VX-u, novijem sredstvu koje su razvili Amerikanci.
Krajem 1980-ih, američka vojska je prepoznala da će se dotadašnje, dugogodišnje skladišteno hemijsko oružje do 1990. godine uglavnom razgraditi i time postati vojno neupotrebljivo. Predsednik Ronald Regan je zbog toga 1987. godine potpisao zakon kojim se nalaže uništenje starog hemijskog oružja i njegova zamena binarnim borbenim sredstvima. 
Sarin se može sintetisati iz metilfosfonil difluorida (DF) i izopropanola, i to je proces koji su Amerikanci kasnije primenili u granati M687. Jedan odeljak je sadržao DF, dok je drugi odeljak sadržao mešavinu izopropanola, stabilizatora i katalizatora. Relativno tanka pregrada između odeljaka bi se pocepala prilikom ispaljivanja granate zbog velike brzine, a rotacijom granate dve supstance bi se pomešale.
Za VX je korišćen proces u kojem se sumpor u prahu ubrizgava u 'QL', prekursor za VX. Bomba Bigeye, zasnovana na ovom principu (predviđena za bacanje iz aviona), napravljena je samo kao prototip.

### 80-e godine
Tokom 80-ih godina, mnoge zemlje su radile na razvoju binarnih hemijskih oružja. Osim u Sjedinjenim Američkim Državama i Sovjetskom Savezu, istraživanje binarnih oružja vršeno je i u Iraku, Francuskoj, Ujedinjenom Kraljevstvu i nekim zemljama Varšavskog pakta. 

#### Sovjetski Savez
U Sovjetskom Savezu, u okviru tajnog programa Foliant, razvijena je binarna verzija varijante VX-a poznata kao R-33. Binarna formulacija dobila je kodno ime Novičok, i bila je prva u nizu nervnih gasova koje je razvio Sovjetski Savez. Novičok-5 je, na primer, bio binarna formulacija sa dve supstance koje su mogle izgledati kao hemikalije sa legitimnom upotrebom u industriji i poljoprivredi. To bi Sovjetskom Savezu olakšalo da sakrije stvarni cilj proizvodnje tih supstanci od međunarodnih inspektora. 

#### Sjedinjene Američke Države
Tokom 80-ih godina, u SAD je otvoren put za masovnu proizvodnju binarne municije sa sarinom i VX-om. Jedan od razloga za ovo bio je loš status američkih zaliha unitarnih oružja. Amerikanci su smatrali da tadašnja situacija u Hladnom ratu zahteva da Sjedinjene Države imaju verodostojnu hemijsku pretnju koja bi se suprotstavila sovjetskoj. Američke i zapadnoevropske kopnene snage bi bile u neprihvatljivo nepovoljnom položaju ukoliko bi morale da se bore protiv mogućih hemijskih napada Sovjetskog Saveza, dok bi sovjetske trupe bile oslobođene takvih briga. 
SAD je zbog toga želela da proizvede velike količine binarnih sarinskih granata tipa M687, od kojih bi mnoge bile skladištene u Zapadnoj Evropi, posebno u tadašnjoj Zapadnoj Nemačkoj. Takođe, planirano je da se binarne VX bombe stave na raspolaganje u velikim količinama. Promene u javnom mnjenju, međunarodna politička realnost, kao i stalni tehnički problemi, doveli su do toga da program proizvodnje binarnih oružja nikada nije dostigao obim koji je prvobitno bio planiran. Na kraju je proizvedeno mnogo manje granata M687 sa sarinom nego što je planirano, između ostalog zato što američka industrija više nije bila voljna da isporučuje sirovine za takve svrhe. Projekat Bigeye je takođe bio odložen zbog stalnih tehničkih problema u razvoju.

#### Irak
Irak je takođe radio na razvoju binarnih oružanih sistema, nakon što je tokom Iransko-iračkog rata redovno koristio iperit i druge borbene gasove protiv iranskih trupa. Kao rešenje za kratki rok trajanja prilično nečistih nervnih gasova koje je Irak proizvodio, omogućeno je da se DF i izopropanol mešaju na licu mesta u Scud raketi pre lansiranja. Takođe su eksperimentisali sa binarnim sarinskim granatama. 

### Razoružanje 90-tih
Godine 1990, Sjedinjene Američke Države i Sovjetski Savez su se dogovorili da unište velike delove svojih zaliha hemijskog oružja. Američka vlada je zaustavila proizvodnju i razvoj binarnih oružja, nakon čega je 1993. godine potpisana Konvencija o hemijskom oružju, kojom su zabranjeni upotreba i posedovanje hemijskog oružja, kao i prekursori koji se koriste u binarnim oružjima.

## Primeri
Jedan primer binarnog hemijskog oružja je američka armijska municija M687. U M687, metilfosfonil difluorid (vojno ime: DF, hemikalija iz Priloga 1) i mešavina dva sredstva nalaze se u komorama unutar municije, odvojeni pregradom. Kada se oružje ispali, ubrzanje uzrokuje lomljenje pregrade, a prekursori se mešaju rotacijom municije u letu, proizvodeći sarin, nervni agens.
Sovjetski Savez, a kasnije i Ruska Federacija, eksperimentisali su sa binarnom municijom sposobnom da meša i distribuira dva agensa koji bi zajedno pogoršali efekte oružja, kao što bi bio slučaj sa kombinacijom nervnih agenasa i agensa za plikove.
Direktor istraživačkog programa za neproliferaciju na Institutu za međunarodne studije Midlberi izjavio je da je verovatno da je atentat na Kim Jong-nama, izveden trovanjem sa VX agensom, izvršen pomoću binarne verzije agensa, jer bi isparenja VX-a inače ubila i osumnjičene napadače. 
Primeri binarnih borbenih sredstava su nervni agensi sarin (GB), soman (GD), VX i Novičok 5 i 7.

### Sarin i Soman
U upotrebi u binarnim borbenim granatama, metilfosfonska kiselina difluorid i izopropanol reaguju nakon ispaljivanja granata – uz pomoć katalizatora – da bi formirali sarin; krajnji proizvod se formira nakon deset sekundi sa prinosom od 70%. 
Ako se umesto izopropanola koristi 3,3-Dimetil-2-butanol, umesto sarina nastaje strukturalno sličan soman.

### VX
Za upotrebu VX kao binarnog borbenog sredstva razvijene su specijalne bombe "Bigeye". U njima se nalazi cilindar sa čvrstim sumporom, koji je okružen rezervoarom sa tečnim organofosfornim jedinjenjem O-etil-O-2-diizopropilaminoetilmethyl-fosfonit. Obe komponente su odvojene; nakon bacanja bombe, pregrada se lomi i motor za mešanje meša dve komponente, koje reaguju i formiraju VX. Reakcija se završava za pet sekundi. 

## Prednosti
Prednosti binarne municije leže u bezbednosti njenog skladištenja, transporta i održavanja. Čak i u slučaju curenja jednog od sastojaka, opasnost po osoblje i stanovništvo je znatno manja nego kod skladištenja klasičnog hemijskog oružja. Kod kinetičke municije, binarne eksplozivne smeše sprečavaju detonaciju u uslovima koji bi doveli do aktivacije klasičnih eksplozivnih smeša.

## Nedostaci
Nedostatak ovog tipa oružja je visoka cena i složenost proizvodnje binarne municije, kao i manja korisna težina u poređenju sa običnom municijom. Ako se u procesu sinteze borbenog sredstva koristi katalizator, on se nepovratno gubi nakon ispaljivanja.
U slučaju raketne municije, avio-bombi ili mina, korisnu težinu smanjuju i uređaji potrebni za mehaničko mešanje početnih supstanci. Ovaj nedostatak se ne ispoljava kod granata sa narezanim cevima artiljerije, gde se za mešanje obično koristi energija aksijalne rotacije granate.

## Upotreba
Sumnja se da je u atentatu na Kim Džong-nama na aerodromu u Kuala Lumpuru 2017. godine korišćena binarna verzija VX-a. To bi moglo objasniti zašto su bila dva napadača i zašto oni sami nisu (ozbiljno) povređeni prilikom napada. 

### U popularnoj kulturi
- Miniaturno binarno oružje koristi se u atentatu u romanu Frederika Forsajta "Đavolova alternativa". Sastoji se od dve polu-kapsule, jedne koja nije otporna na kalijum cijanid i druge, otporne na kiselinu, koja sadrži hlorovodoničnu kiselinu. Supstance se mešaju nakon što se polovine sastave i pečat između njih se slomi, formirajući vodonik-cijanid. Višak kiseline jede zidove kapsule koja nije otporna, i nakon nekoliko sati, smrtonosni sadržaj se ispušta u crevni trakt onoga ko ga je progutao. Iako tehnički moguće, alat za atentat opisan u romanu verovatno je fiktivan. Međutim, postoje tvrdnje da je u septembru 2003. godine SVR (Ruska spoljna obaveštajna služba) pripremala atentat na Borisa Berezovskog sličnim uređajem. [11]

- U 10. i 11. epizodi 6. sezone serije Dexter prikazana je priprema i upotreba binarnog oružja koje se sastoji od dva kontejnera ispunjena DF-om i izopropil alkoholom. Kada se pomešaju, dve supstance formiraju sarin.

- U filmu xXx iz 2002. godine pojavljuje se sovjetsko binarno hemijsko oružje kodnog imena "Silent Night" (Tiha noć), nazvano po njegovoj sposobnosti da utiša područje ubijajući njegove stanovnike. U filmu, hemikaliju je pribavila teroristička grupa Anarhija-99, a njihov vođa, Yorgi, planira da lansira rakete sa "Silent Night" iz autonomne solarne podmornice zvane Ahab, s namerom da izazove haos među civilizovanim nacijama dok one međusobno optužuju jedna drugu za napade.

- Roman Majkla Krajtona iz 1972. godine Binarno koristi binarni nervni agens "VZ" kao glavni zaplet, sa namerom da ubije predsednika Sjedinjenih Američkih Država i indirektno većinu stanovnika San Dijega.

## Literatura
- Reinhard Klimmek, Ladislaus Szinicz, Nikolaus Weger: Hemijski otrovi i borbena sredstva – Dejstvo i terapija, Hippokrates Verlag GmbH, Štutgart, 1983,  3-7773-0608-8
- Jochen Gartz: Hemijska borbena sredstva, Löhrbach, 2003,  3-922708-28-5
- Jonathan Tucker, War of Nerves: Chemical Warfare from World War I to Al-Qaeda. Anchor Books., New York, 2006